# 湖南司法警官职业学院
湖南司法警官职业学院（英語：Hunan Judicial Police Vacational College）位于湖南省长沙市远大二路1069号，为湖南省一所高等专科大学。

## 历史
1980年，湖南省建立了“湖南司法警官学校”，是湖南司法警官职业学院的前身。
2003年，“湖南司法警官学校”升级为高职院校，并且更名为“湖南司法警官职业学院”。

## 学校院系
湖南司法警官职业学院开设了7个教学系部，14个专业。
- 系：法律系、司法系、执行系、管理系
- 部：政治课教研部、警体部、基础课部

## 校训
厚德重法、崇文尚武

## 对外合作
湖南司法警官职业学院和湖南师范大学、西南政法大学、湖南农业大学建立了合作伙伴关系。

## 荣誉
湖南司法警官职业学院先后被湖南省人民政府及相关机构评选为：“全省司法行政系统教育工作先进单位”，并多次荣立集体三等功。先后被有关部门评为“教学管理优秀学校”、“学生管理先进单位”、“后勤管理先进集体、“食品卫生A级单位”，被授予“省级卫生文明单位”、“长沙市花园式单位”、“芙蓉区平安单位”。